# アルフレッド・ウォリス
アルフレッド・ウォリス（Alfred Wallis、1855年8月18日 - 1942年8月29日）はイギリスの「素朴派」の画家である。

## 略歴
デヴォン州のプリマスのデヴォンポートに生まれた。父親はコーンウォールのペンザンス出身の労働者で父親が亡くなった後、一家はペンザンスに戻った。9歳から商船や漁船に乗って下働きをした。1885年に結婚した後、漁船を雇ってペンザンスで商売して元手を稼ぎ、1890年にセント・アイヴスに移り店を営んだ。1920年に妻が亡くなった後、独学で絵を描き始めた。ボール紙や板材やカンに地元で購入できる船舶用の塗料で描いた。ウォリスの宗教の理解にもとづいて、安息日の日曜日には作品は布で隠された。
1928年に、前衛画家のベン・ニコルソン(1894-1982)と、クリストファー・ウッド(1901-1930)がセント・アイヴスを訪れ、セント・アイヴスが芸術家のコロニーにを作りはじめ時、若い前衛的な画家たちはウォリスの絵の価値を認め、画家の仲間に迎えた。ウォリスは素朴な絵のスタイルを変えず、その絵画はほとんど売れないまま、生涯を終えた。葬儀にはナウム・ガボ、エイドリアン・スコット・ストークス、マーガレット・メリス、バーナード・リーチ、バーバラ・ヘップワースといったセント・アイヴスにゆかりのある芸術家たちが集まった。リーチが墓のデザインをした。
没後の1962年になって、ロンドンで個展が開かれた。ウォリスの作品の最大のコレクションはケンブリッジのケトルズ・ヤードハウスにある。

## 作品

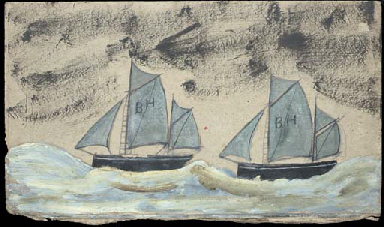
「帆船」
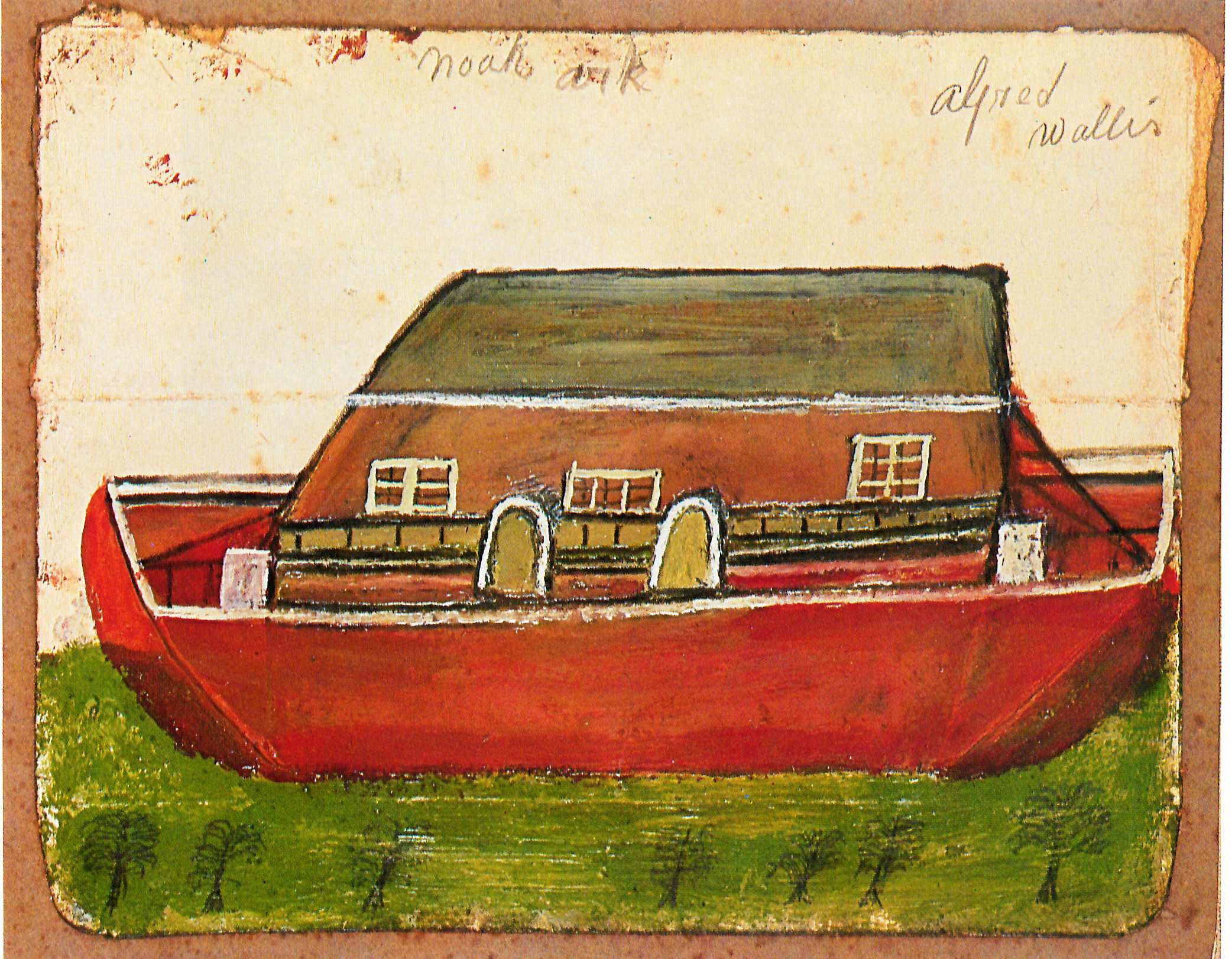
「ノアの箱舟」
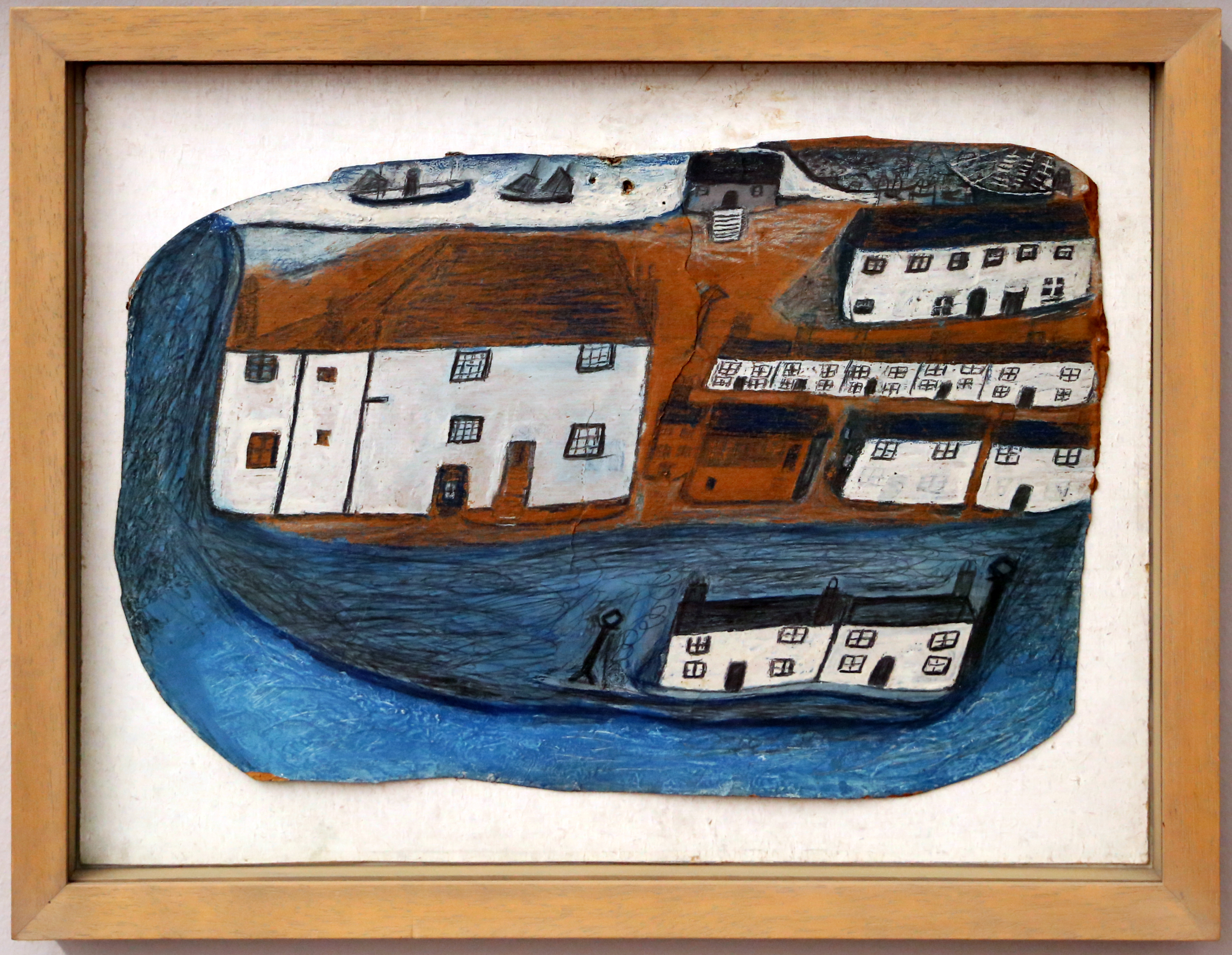
「セント・アイヴス」(c.1928)